# Erik Richter

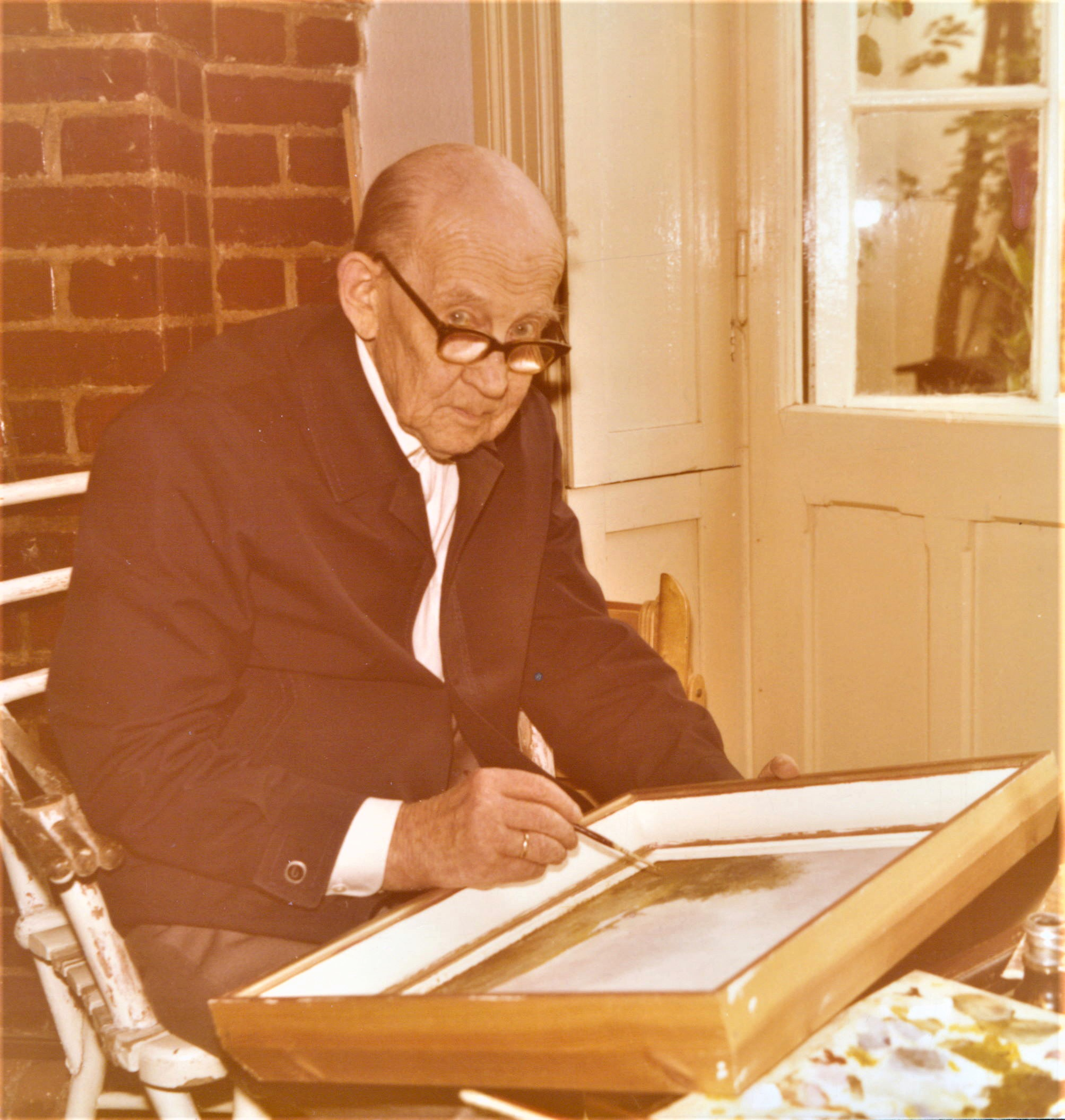

Erik Richter (* 19. Dezember 1889 in Berlin; † 3. Februar 1981 in Plön) war ein deutscher Maler, Grafiker und Schachkomponist.

## Leben
Erik Richter, Sohn des Arztes und Malers Robert Richter, wuchs in Berlin auf. Nach dem Abitur studierte er zunächst Biologie, bis unmittelbar vor seiner Promotion der Erste Weltkrieg ausbrach. 1923 heiratete er Anna Marie Volkmann, die unter dem Namen Anni Richter ebenfalls als Malerin und Grafikerin bekannt wurde. Ein großer Teil ihres Werkes befindet sich heute als Dauerausstellung im Plöner Rathaus. Aus dieser Ehe gingen fünf Kinder hervor: Johannes, Barbara, Therese, Sabine und Ernst-Ludwig Richter. 
Bereits während des Studiums hatte er seine Vorliebe für die Malerei entdeckt, der er sich nach Kriegsende, wie auch sein Vetter Klaus Richter, völlig widmete. Durch sein Talent und seinen guten Ruf als Maler wurde er als außerordentlicher Professor und Lehrer an die Hochschule für Bildende Künste in Berlin berufen, wo er mehr als zehn Jahre, bis 1945, wirkte. Da er einen Parteieintritt in die NSDAP ablehnte, wurde ihm eine ordentliche Professur verwehrt. 1944 Flucht aus Berlin nach Biederitz, ab 1948 ansässig in Plön. Bis ins hohe Alter hinein war Erik Richter sowohl in der Malerei tätig als auch bei Schachturnieren aktiv.

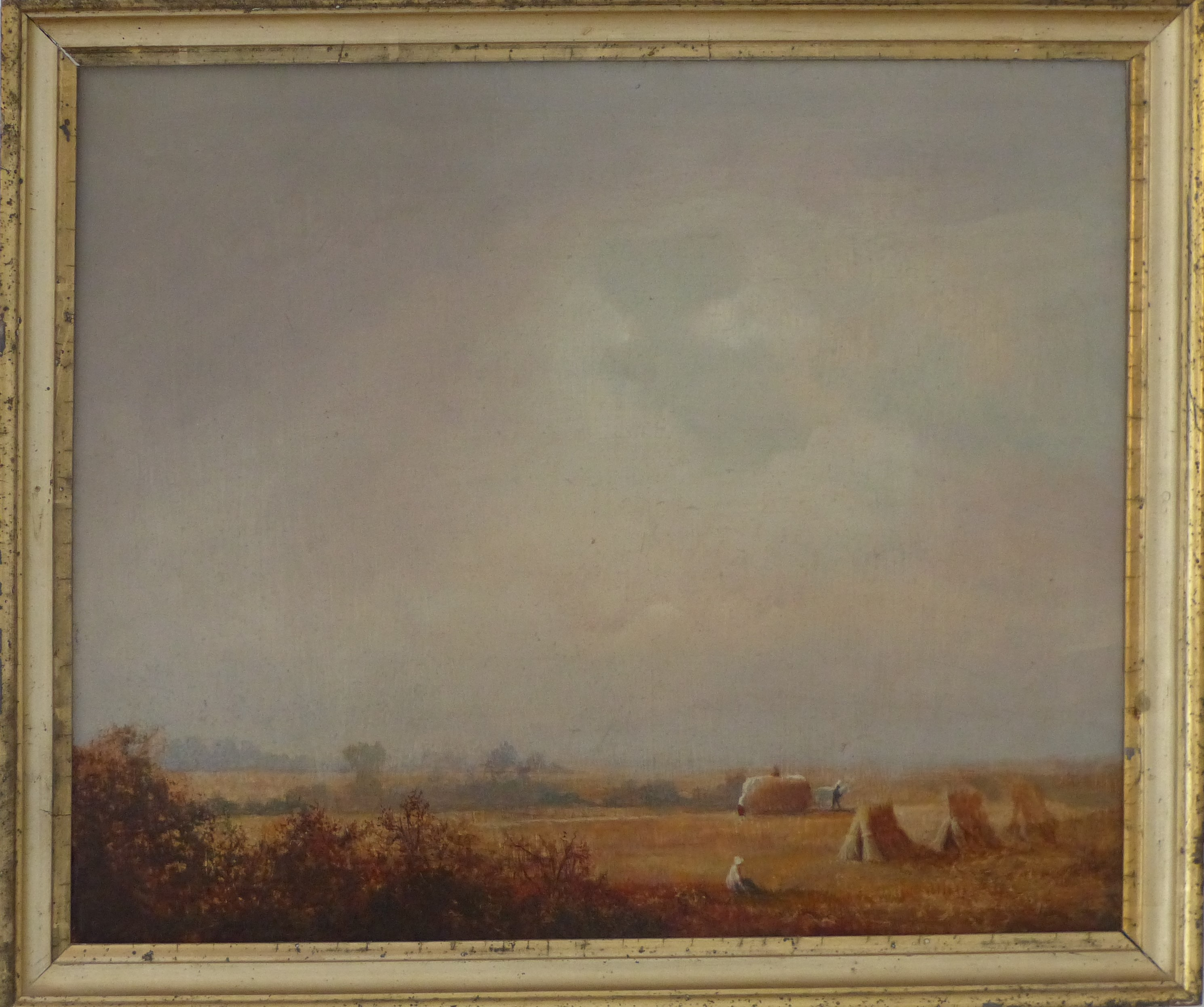

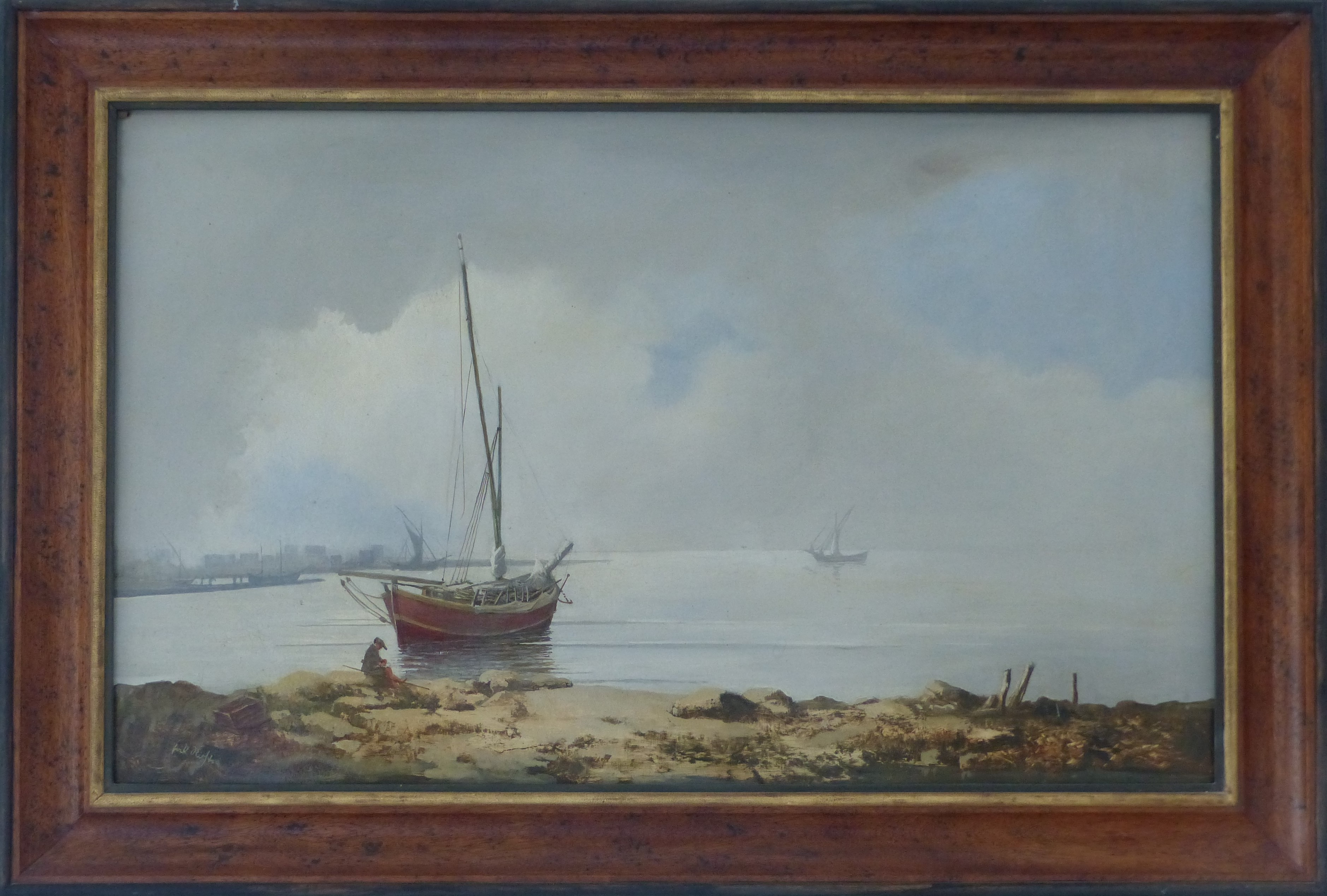

## Kunstmaler
Zu Berliner Zeiten zeichnete Erik Richter mit seiner Frau fast täglich Tiere im Berliner Zoo und unternahm immer wieder Exkursionen mit seinen Schülern nach Rügen und Vilm (30er und 40er Jahre) sowie auch später noch 1974. Etliche Werke sind dort entstanden. In Plön gründete er 1948 zusammen mit Karl Storch d. J. eine private Kunstschule, die er viele Jahre betrieb.
Zu deren Schülern gehörten Günter Haese, Jürgen Runge und Uwe Bangert.
Erik Richter war von 1938 bis 1941 unter anderem auf allen Großen Deutschen Kunstausstellungen vertreten. Sein Werk umfasst neben großformatigen Ölgemälden im Stil des Naturalismus (vorrangig Landschaftsgemälde und Marinestücke) auch zahlreiche Radierungen.

## Turnierspieler
Richter beteiligte sich zwar wenig an Turnieren, er wies jedoch seine respektable Spielstärke in freien Partien mit Meistern wie Richard Teichmann, Curt von Bardeleben und später Efim Bogoljubow nach. Nach 1945 verstärkte er die Mannschaft des Schachvereins Wilmersdorf.
Ab den 1950er-Jahren war er Mitglied des Schachvereins Plön. 1950 und 1951 errang er die Landesmeisterschaft von Schleswig-Holstein. Ab 1956 bis zu seinem Tod war er langjähriger Spitzenspieler der Kieler Schachgesellschaft von 1884.
In seinem Atelier auf dem Plöner Steinberg empfing er häufig Gäste, darunter Fritz Sämisch, Heinz Lehmann und Rudolf Teschner.
Sie bissen sich an dem einfallsreichen Spiel des Professors für Malerei die Zähne aus und bewunderten seine auch im hohen Alter ungebrochene Vitalität.

## Schachkomposition
Richter komponierte einige Schachaufgaben, mehrere Miniaturen im Stile der Böhmischen Schule sind von ihm bekannt. Er bevorzugte das Überraschungselement, sein Vorbild war Sam Loyd. Seine Kompositionen zeichnen sich durch Originalität und Witz aus und verleugnen ihre Abstammung aus der Turnierpraxis nie.
|   | a | b | c | d | e | f | g | h |   |
| 8 |   |   |   |   |   |   |   |   | 8 |
| 7 |   |   |   |   |   |   |   |   | 7 |
| 6 |   |   |   |   |   |   |   |   | 6 |
| 5 |   |   |   |   |   |   |   |   | 5 |
| 4 |   |   |   |   |   |   |   |   | 4 |
| 3 |   |   |   |   |   |   |   |   | 3 |
| 2 |   |   |   |   |   |   |   |   | 2 |
| 1 |   |   |   |   |   |   |   |   | 1 |
|   | a | b | c | d | e | f | g | h |   |

Lösung:

1. Lc4–g8! Zugzwang e4–e3

2. Db3–b2+ Kd4–c5

3. Sd2–e4 Mustermatt

2. … Kd4–d3

3. Lg8–c4 Mustermatt

1. … Kd4–e5

2. Db3–g3+ Ke5–d4

3. Sd2–b3 Mustermatt

2. … Ke5–f5

3. Dg3–g5 matt

1. … Kd4–c5

2. Sd2–c4 e4–e3

3. Db3–b6 matt

2. … Kc5–d4

3. Db3–e3 matt

1. … c6–c5

2. Sd2–c4 e4–e3

3. Db3xe3 matt

## Belege
1. ↑  Deutsche Schachzeitung, 130. Jahrgang, März 1981, S. 102
2. ↑  Deutsche Schachblätter, Heft 2, 1970, S. 48
3. ↑  Horst Lüders: Nachruf zu Professor Erik Richter, Mitteilungsblatt der Kieler Schachgesellschaft, Februar 1981, in: Winfried E. Kuhn; Godehard Murkisch (Hrsg.): KSG-Problemschach 1969-1987, Selbstverlag de Herausgeber, Göttingen, Lüneburg, 1993, S. 196–198

| Personendaten    | Personendaten                                 |
| ---------------- | --------------------------------------------- |
| NAME             | Richter, Erik                                 |
| KURZBESCHREIBUNG | deutscher Maler, Grafiker und Schachkomponist |
| GEBURTSDATUM     | 19. Dezember 1889                             |
| GEBURTSORT       | Berlin                                        |
| STERBEDATUM      | 3. Februar 1981                               |
| STERBEORT        | Plön                                          |